# Хтонические божества
Хтони́ческие божества (от греч. χθών — «земля, почва») во многих религиях и мифологиях — божества, изначально олицетворявшие собой силы подземного мира, находящегося под земной вселенной (мира людей)  — «подземное царство». Представителями его среди животных являются различные «гады» (пресмыкающиеся), рыбы, «вредные» членистоногие, а в ряде случаев и птицы (вороны, сороки, воробьи и тому подобные существа).
Позже стали неотъемлемой частью пантеистических религий, иногда занимая в них главенствующее положение (до вытеснения их культами небесных и солнечных божеств).
Проф. В. Г. Борухович отмечает, что «в представлении о хтонических богах нашли отражение смутные идеи о животворящих силах природы и земли — родоначальницы всего живущего и одновременно стихии, куда возвращается всё, закончив свой жизненный цикл».
Яркими примерами хтонических божеств являются:
- Хтония — древнегреческая богиня земли, а также древнегреческие божества Деметра (Мать-земля), Персефона (или Кора) и Плутон;
- гекатонхейры;
- Кубера.

Как отмечает А. Ф. Лосев, бог морей в древнегреческой мифологии Посейдон —
древнее мужское хтоническое божество, обладавшее универсальной властью, на более поздней героической ступени было вытеснено мужским патриархальным божеством, возглавившим олимпийцев, Зевсом, и больше уже не заняло главенствующего положения, оставаясь в неизменной оппозиции к Олимпу.
По некоторому утверждению, миф о Пифоне и Аполлоне отражает победу олимпийских богов над древними хтоническими божествами.
Отмечают, что название олимпийских богов, олимпийцев, употреблялось также, чтобы подчеркнуть противоположность хтоническим божествам.